# Jakub Świerczok
Jakub Świerczok (ur. 28 grudnia 1992 w Tychach) – polski piłkarz występujący na pozycji napastnika, były reprezentant Polski.

## Kariera klubowa

### Początki
Świerczok rozpoczął swoją karierę w 2002 w sekcji piłkarskiej tyskiego Miejskiego Ośrodka Sportów Młodzieżowych, jednak rok później został z niej wyrzucony, gdyż spóźnił się o dwa dni na powakacyjny trening. Następnie trafił do MK Górnika Katowice, skąd po trzech kolejnych latach na krótki czas powrócił do Tychów. Latem 2007 został piłkarzem Cracovii, skąd w 2008 na pół sezonu wysłano go do Szkoły Mistrzostwa Sportowego w Krakowie.

### Polonia Bytom
Przed sezonem 2009/10 Świerczok został za kwotę 15 tysięcy złotych sprzedany do występującej wówczas w Ekstraklasie Polonii Bytom. Początkowo występował tylko w drużynie Młodej Ekstraklasy, w której zadebiutował 23 sierpnia 2009 w spotkaniu z Koroną Kielce. 24 października w meczu z Ruchem Chorzów Świerczok zdobył swoją debiutancką bramkę w Młodej Ekstraklasie. Ostatecznie zakończył sezon 2009/10 z dorobkiem siedmiu goli w 24 spotkaniach. Kolejne rozgrywki były dla Świerczoka o wiele mniej udane, gdyż przez cały sezon zaliczył zaledwie trzy trafienia.
Sezon 2010/11 Polonia zakończyła spadkiem do I ligi, z zespołu zaś większość najlepszych zawodników. W efekcie tego przed kolejnymi rozgrywkami Świerczok podpisał z klubem nowy trzyletni kontrakt i został włączony do kadry pierwszego zespołu. 23 lipca 2011, podczas spotkania 1. kolejki rozgrywek I ligi z Pogonią Szczecin, Świerczok zadebiutował w barwach pierwszej drużyny. Niespełna miesiąc później w spotkaniu z Sandecją Nowy Sącz zaliczył swoje premierowe trafienie w dorosłym futbolu. W rundzie jesiennej sezonu 2010/11 Świerczok zaliczył dwa hat tricki – 2 września z Olimpią Grudziądz oraz 7 października z GKS Katowice i ostatecznie po pierwszej połowie sezonu z dorobkiem 12 bramek został liderem klasyfikacji strzelców.
Po zakończeniu rundy został zaproszony przez 1. FC Kaiserslautern na mecz tego klubu z Herthą. Ofertę jego kupna złożyła również Wisła Kraków, z którą doszło do zaawansowanych rozmów. Transferowi sprzeciwiło się Stowarzyszenie Kibiców Wisły Kraków, zarzucając piłkarzowi że niegdyś nosił szalik obrażający Wisłę. Świerczok zdementował te informacje, przyznając, że ta sytuacja nie miała wpływu na wybór klubu w którym będzie grał. Ostatecznie piłkarz zdecydował się na Kaiserslautern, a Polonia poinformowała o rozpoczęciu negocjacji z niemieckim klubem w sprawie transferu.

### Kaiserslautern i wypożyczenie do Piasta
1 stycznia 2012 Świerczok oficjalnie został zawodnikiem Kaiserslautern, z którym podpisał kontakt do czerwca 2015. 21 stycznia 2012 zadebiutował w barwach nowego klubu podczas spotkania 18. kolejki Bundesligi z Werderem Brema. 3 marca 2012 Polak zdobył dwie bramki w spotkaniu Zachodniej Regionalligi między rezerwami Kaiserslautern a TuS Koblenz. Do końca sezonu rozegrał sześć spotkań ligowych oraz dziewięć meczów w barwach zespołu rezerw.
19 lipca 2012 Piast Gliwice poinformował, iż bliski jest pozyskania Świerczoka. Tego samego dnia Kaiserslautern potwierdziło roczne wypożyczenie Polaka. 31 sierpnia Świerczok zadebiutował w barwach Piasta podczas spotkania 2. kolejki Ekstraklasy z Pogonią Szczecin. Był to zarazem jego debiut w najwyżej klasie rozgrywkowej w Polsce. 10 września 2012 w spotkaniu reprezentacji Polski do lat 21 z Portugalią doznał zerwania wiązadeł krzyżowych, która to kontuzja wyeliminowała go z gry na około pół roku. Pięć dni później zawodnik przeszedł operację rekonstrukcji wiązadeł.
Po zakończeniu sezonu Świerczok powrócił do Kaiserslautern. Na początku lipca 2013 przeszedł testy medyczne przed wypożyczeniem do Ruchu Chorzów, ostatecznie jednak do transferu nie doszło. W sierpniu 2013 ponownie zerwał więzadła w lewym kolanie. Po wyleczeniu urazu rozpoczął grę w drużynie rezerw, a 10 grudnia 2014 za porozumieniem stron rozwiązał kontakt z klubem.

### Zawisza Bydgoszcz
Po odejściu z Kaiserslautern Świerczok rozpoczął poszukiwania nowego klubu. W grudniu 2014 trafił na testy do Zawiszy Bydgoszcz, z którym 8 stycznia 2015 podpisał kontrakt. Pierwszy mecz w nowych barwach rozegrał 13 lutego 2015, wychodząc w podstawowym składzie podczas zremisowanego 0:0 ligowego spotkania z Górnikiem Łęczna. 7 kwietnia 2015 zdobył swoją pierwszą bramkę dla Zawiszy. Miało to miejsce podczas wygranego 2:1 meczu ligowego z Pogonią Szczecin. Jednocześnie był to jego pierwszy gol w polskiej Ekstraklasie. Pięć dni później ponownie pokonał bramkarza rywali, tym razem podczas wygranego 4:1 spotkania z GKS Bełchatów.

### Górnik Łęczna
Po spadku Zawiszy do I ligi, Świerczok znalazł się w gronie piłkarzy, którzy mieli opuścić bydgoski klub. 29 czerwca 2015 został zawodnikiem Górnika Łęczna. W nowym klubie zadebiutował 18 lipca, wychodząc w podstawowym składzie na wygrany 2:0 mecz z Ruchem Chorzów.

### Piast Gliwice
18 sierpnia 2020 ogłoszono jego wypożyczenie z Łudogorca Razgrad do Piasta Gliwice, a 10 czerwca 2021 poinformowano o jego wykupieniu przez ten klub i zawarciu umowy do 30 czerwca 2022.

### Nagoya Grampus
20 lipca 2021, został sprzedany za dwa miliony euro, do japońskiego klubu, z którym podpisał dwuipółletni kontrakt. W Nagoya Grampus zadebiutował 12 sierpnia 2021, w wyjazdowym, przegranym 2:0 meczu 18. kolejki J1 League z Yokohamą F. Marinos. Pierwszą bramkę w Japonii, zdobył 18 sierpnia 2021, podczas 1/8 finału Pucharu Cesarza z Visselem Kobe, która jednocześnie była jedyną bramką w meczu. W lidze pierwsze trafienie zanotował 22 sierpnia 2021, w domowym, wygranym 1:0 meczu 25. kolejki z Avispą Fukuoka.
14 września 2021, strzelił hat tricka w wygranym 4:2 meczu 1/8 finału Azjatyckiej Ligi Mistrzów z południowokoreańskim Daegu FC.

#### Dyskwalifikacja
10 grudnia 2021 roku, z powodu pozytywnego wyniku testu antydopingowego, został przez Azjatycką Konfederację Piłkarską tymczasowo zawieszony w prawach zawodnika. 28 października 2022 został zawieszony we wszystkich rozgrywkach na 4 lata, do 9 grudnia 2025. W 2022 Trybunał Arbitrażowy ds. Sportu w Lozannie (CAS) pozytywnie rozpatrzył odwołanie piłkarza i przywrócił mu prawa zawodnika.

### Powrót do Zagłębia Lubin
10 lutego 2023 podpisał kontrakt z Zagłębiem Lubin.

### Śląsk Wrocław
17 września 2024 podpisał kontrakt na sezon 2024/2025 z Śląskiem Wrocław.

## Kariera reprezentacyjna
Na początku września 2011 Świerczok otrzymał pierwsze w swojej karierze powołanie do reprezentacji Polski do lat 20. 7 września 2011 podczas spotkania Turnieju Czterech Narodów z Włochami zadebiutował w zespole U-20 oraz zaliczył swoje premierowe trafienie w jego barwach.
Na początku czerwca 2012 wystąpił w drużynie do lat 21 w spotkaniu eliminacji do młodzieżowych mistrzostw Europy przeciwko Mołdawii. 10 września 2012 w spotkaniu reprezentacji Polski do lat 21 z Portugalią doznał zerwania wiązadeł krzyżowych, co wyeliminowało go z gry na około pół roku. Swoją pierwszą bramkę w seniorskiej reprezentacji strzelił 1 czerwca 2021 w meczu towarzyskim przeciwko Rosji.

## Statystyki kariery

### Klubowe
| Klub                    | Sezon              | Liga                 | Liga  | Liga   | Puchar kraju | Puchar kraju | Puchar ligi | Puchar ligi | Kontytentalne | Kontytentalne | Suma  | Suma   | Suma |
| Klub                    | Sezon              | Poziom               | Mecze | Bramki | Mecze        | Bramki       | Mecze       | Bramki      | Mecze         | Bramki        | Mecze | Bramki |      |
| ----------------------- | ------------------ | -------------------- | ----- | ------ | ------------ | ------------ | ----------- | ----------- | ------------- | ------------- | ----- | ------ | ---- |
| Polonia Bytom           | 2011/12            | I liga               | 18    | 12     | 2            | 0            | –           | –           | –             | –             | 20    | 12     |      |
| 1. FC Kaiserslautern    | 2011/12            | Bundesliga           | 6     | 0      | 0            | 0            | –           | –           | –             | –             | 6     | 0      |      |
| 1. FC Kaiserslautern II | 2011/12            | Regionalliga Südwest | 9     | 3      | –            | –            | –           | –           | –             | –             | 9     | 3      |      |
| 1. FC Kaiserslautern II | 2013/14            | Regionalliga Südwest | 4     | 2      | –            | –            | –           | –           | –             | –             | 4     | 2      |      |
| 1. FC Kaiserslautern II | 2014/15            | Regionalliga Südwest | 10    | 3      | –            | –            | –           | –           | –             | –             | 10    | 3      |      |
| 1. FC Kaiserslautern II | Łącznie            | Łącznie              | 23    | 8      | –            | –            | –           | –           | –             | –             | 23    | 8      |      |
| Piast Gliwice (wyp.)    | 2012/13            | Ekstraklasa          | 1     | 0      | 0            | 0            | –           | –           | –             | –             | 0     | 0      |      |
| Zawisza Bydgoszcz       | 2014/15            | Ekstraklasa          | 15    | 4      | 0            | 0            | –           | –           | –             | –             | 15    | 4      |      |
| Górnik Łęczna           | 2015/16            | Ekstraklasa          | 31    | 7      | 1            | 0            | –           | –           | –             | –             | 32    | 7      |      |
| GKS Tychy               | 2016/17            | I liga               | 30    | 16     | 1            | 0            | –           | –           | –             | –             | 31    | 16     |      |
| Zagłębie Lubin          | 2017/18            | Ekstraklasa          | 21    | 16     | 4            | 1            | –           | –           | –             | –             | 25    | 17     |      |
| Łudogorec Razgrad       | 2017/18            | Pyrwa PFL            | 12    | 7      | –            | –            | –           | –           | 2             | 0             | 14    | 7      |      |
| Łudogorec Razgrad       | 2018/19            | Pyrwa PFL            | 25    | 11     | 1            | 2            | –           | –           | 9             | 5             | 35    | 18     |      |
| Łudogorec Razgrad       | 2019/20            | Pyrwa PFL            | 21    | 6      | 2            | 1            | –           | –           | 12            | 5             | 35    | 12     |      |
| Łudogorec Razgrad       | 2020/21            | Pyrwa PFL            | 1     | 0      | –            | –            | –           | –           | –             | –             | 1     | 0      |      |
| Łudogorec Razgrad       | Łącznie            | Łącznie              | 59    | 24     | 3            | 3            | 0           | 0           | 23            | 10            | 86    | 37     |      |
| Piast Gliwice (wyp.)    | 2020/21            | Ekstraklasa          | 23    | 15     | 3            | 1            | –           | –           | 1             | 1             | 27    | 17     |      |
| Nagoya Grampus          | 2021               | J1 League            | 14    | 7      | 2            | 1            | 3           | 1           | 2             | 3             | 21    | 12     |      |
| Nagoya Grampus          | 2022               | J1 League            | –     | –      | –            | –            | –           | –           | –             | –             | –     | –      |      |
| Nagoya Grampus          | Łącznie            | Łącznie              | 14    | 7      | 2            | 1            | 3           | 1           | 2             | 3             | 21    | 21     |      |
| Łącznie w karierze      | Łącznie w karierze | Łącznie w karierze   | 241   | 109    | 16           | 6            | 3           | 1           | 26            | 14            | 286   | 130    |      |

### Reprezentacyjne
| #  | Data              | Reprezentacja | Miejsce              | Przeciwnik      | Rezultat | Gol na | Rozgrywki                | Źródło |
| -- | ----------------- | ------------- | -------------------- | --------------- | -------- | ------ | ------------------------ | ------ |
| 1. | 7 września 2011   | U-20          | Częstochowa, Polska  | Włochy U-20     | 1:2      | 1:0    | Turniej Czterech Narodów | [ 45 ] |
| 2. | 1 czerwca 2012    | U-21          | Tyraspol, Mołdawia   | Mołdawia U-21   | 4:2      |        | ME U-21 – eliminacje     | [ 46 ] |
| 3. | 6 września 2012   | U-21          | Jekaterynburg, Rosja | Rosja U-21      | 1:4      |        | ME U-21 – eliminacje     | [ 48 ] |
| 4. | 10 września 2012  | U-21          | Gdynia, Polska       | Portugalia U-21 | 0:0      |        | ME U-21 – eliminacje     | [ 49 ] |
| 1. | 10 listopada 2017 | A             | Warszawa, Polska     | Urugwaj         | 0:0      |        | Towarzyski               |        |
| 2. | 13 listopada 2017 | A             | Gdańsk, Polska       | Meksyk          | 0:1      |        | Towarzyski               |        |
| 3. | 23 marca 2018     | A             | Wrocław, Polska      | Nigeria         | 0:1      |        | Towarzyski               |        |
| 4. | 1 czerwca 2021    | A             | Wrocław, Polska      | Rosja           | 1:1      | 1:0    | Towarzyski               |        |
| 5. | 8 czerwca 2021    | A             | Poznań, Polska       | Islandia        | 2:2      |        | Towarzyski               |        |
| 6. | 23 czerwca 2021   | A             | Petersburg, Rosja    | Szwecja         | 2:3      |        | ME 2020                  |        |

## Życie prywatne
Jego żoną jest piłkarka ręczna Alina Wojtas. Jest miłośnikiem wędkarstwa.